# Унца
Унца је јединица за масу ван СИ система и најчешће се користи за изражавање масе племенитих метала.
Назив унца потиче од латинског (лат. Uncia), што значи једна дванаестина (1/12).
У античком Риму 1 унција је 1/12 аса, а износила је отприлике 70 g. Унција је била и новац. Као мера за тежину унца је била врло раширена и износила је од 28 до 100 грама. у Француској 1 once = 30,59 g; Холандији 1 onze = 100  ; Португалу 1 onça = 28,688 g; Мексику 1 onza = 28,7 g. На Балкану и у окружењу помиње се под називом: унца, унција или унча од XIV века. Била је је 1/12 литре или фунте, а делила се на 6 аксађа. У Дубровнику се употребљавала танка унча = 17,328 g и дебела унча = 28,842 g.

## Дефиниције
Историјски гледано, у различитим деловима света, у различитим временима, и за различите примене, унца (или њен превод) се односила на углавном сличне, али ипак мало различите стандарде масе.
| Варијанта                          | (грами)      | (зрна) |
| ---------------------------------- | ------------ | ------ |
| Међународна евердјупоисна унца     | 28,349523125 | 437,5  |
| Међународна тројска унца           | 31,1034768   | 480    |
| Апотекарска унца                   | 31,1034768   | 480    |
| Унца Марије Терезије               | 28,0668      |        |
| Шпанска унца (onza)                | 28,75        |        |
| Француска унца (once)              | 30,59        |        |
| Португалска унца (onça)            | 28,69        |        |
| Римска/Италијанска унца (oncia)    | 27,4         |        |
| Холандска метричка унца (ons)      | 100          |        |
| Холандска (преметричка) унца (ons) | ca. 30       |        |
| Кинеска метричка унца (盎司)       | 50           |        |
| Енглеска торањска унца             | 29,16        | 450    |

### Тренутно у употреби

#### Врсте унци
1. Обична унца (ознака oz.) се користи код прехрамбених производа и износи 28,35 грама.
2. Апотекарска унца (ознака oz. ap.) користи се при мјерењу хемикалија и лијекова. Износи 31,1 грам.
3. Фина унца (енгл. Troy Ounce, ознака oz. tr.) се примјењује код племенитих метала. Као и апотекарска унца износи 31,1 грам. Вриједност неког племенитог материјала у унцама изражава само вриједност тог метала без евентуалних примјеса и нечистоћа, чија се маса одузима од укупне масе.
4. Течна унца (fl. oz.) је јединица за запремину, а не масу и користи се у индустрији парфема. Течна унца износи 1/160 галона, а како се британски и амерички галон разликују, тако и течна унца износи у Британији 28,4131 cm³, а у САД 29,5735.

#### Међународна евердјупоисна унца
Међународна евердјупоисна унца (скраћено oz) дефинисана је као тачно 28,349523125 g према споразуму о међународној јарди и фунти из 1959. године, који су потписале Сједињене Државе и земље Комонвелта нација.
У евердјупоисном систему, шеснаест унци чини евердјупоисну фунту, а евердјупоисна фунта је дефинисана као 7000 зрна; једна евердјупоисна унца је дакле једнака 437,5 зрна.
Унца је и даље стандардна јединица у Сједињеним Државама. У Уједињеном Краљевству је престала да буде законска јединица мере 2000. године, али је и даље у општој употреби на неформалној основи и такође као индикатор величине порција у ресторанима.

#### Међународна тројска унца
Тројска унца (скраћено oz t) је једнака 480 зрна. Сходно томе, међународна тројска унца је једнака тачно 31,1034768 грама. У сада застарелој тројској фунти има 12 тројских унци.
Данас се тројска унца користи само за изражавање масе племенитих метала као што су злато, платина, паладијум, родијум или сребро. Булионске кованице су најчешћи производи који се производе и продају у тројским унцама, али полуге од племенитих метала такође постоје у грамима и килограмима (kg). (Килограмска полуга садржи 32.151 тројске унце.)
За историјско мерење злата,
- фина унца је тројска унца садржаја чистог злата у златној полузи, израчуната као финоћа помножена бруто тежином[2]
- стандардна унца је тројска унца од 22 каратног злата, 91,66% чистоће (11 према 1 пропорција злата и легуре материјала)

#### Метричке унце
Неке земље су редефинисале своје унце у метричком систему. На пример, немачка апотекарска унца од 30 грама је веома блиска раније распрострањеној нирнбершкој унци, али поделе и умножења излазе у метрици.
Године 1820. Холанђани су редефинисали своју унцу (на холандском, ons) на 100 грама. Године 1937, IJkwet из Холандије је званично укинуо тај термин, али се и даље често користи. Холандски амандмани на метрички систем, као што су ons или 100 грама, наслеђени су, усвојени и предавани у Индонезији почевши од основне школе. Такође је наведена као стандардна употреба у Индонезијском националном речнику, Камус Бесар Бахаса Индонезија, и владином званичном наставном плану и програму за основне школе.

### Историјске јединице

#### Апотекарска унца
Апотекарска унца (скраћено ℥) еквивалентна тројској унци, раније су је користили апотекари и стога је застарела.

#### Унца Марије Терезије
Некада је у Етиопији и неким европским земљама уведена „унца Марије Терезије“, која је била једнака тежини једног талира Марије Терезије, односно 28,0668 g.

#### Шпанска унца
Шпанска фунта (шпанска libra) била је 460 g. Шпанска унца (шпански onza) била је 1⁄16 фунте, односно 28,75 g.

#### Торањска унца
Торањска унца од 450 зрна (29 грама) била је фракција торањске фунте која се користила у енглеским ковницама новца, а главна је била у Лондонској кули. Датира из англосаксонског стандарда тежине кованог новца. Укинуо ју је Хенри VIII у корист тројске унце 1527.

## Друге употребе

### Тежина тканине
Унце се такође користе за изражавање „тежине”, тачније густине површине, текстилне тканине у Северној Америци, Азији или Великој Британији, као у „16 оз деним”. Број се односи на тежину у унцама дате количине тканине, било јарду дате ширине, или квадратни јард, где је дубина тканине константа специфична за тканину.
| Тип тканине                               | Типична тежина у унцама |
| ----------------------------------------- | ----------------------- |
| Органза, војл, шифон                      | 1–3                     |
| Већина памука, вуне, свиле, муслина, лана | 4–7                     |
| Деним, сомот, твил, велвет                | 7–16                    |

### Дебљина слоја бакра штампане плоче
Најчешћа јединица мере за дебљину бакра на штампаној плочи (PCB) је унца (oz), као у маси. То је резултујућа дебљина када је маса бакра равно пресована и равномерно распоређена по површини од једне квадратне стопе. 1 oz ће отприлике бити 34,7 µm.

## Веће и мање јединице ван СИ система
Прва већа следећа јединица је Фунта. једна Фунта има 16 унци.
мање јединице су:
- Драм. Осам драма је једнако једној унци.
- Греин. 43.75 грејна су једна унца.
- Пени . 20 пенија одговара једној унци